# Luis Rosendo Ramos Maldonado
Luis Rosendo Ramos Maldonado (* 6. Oktober 1957) ist ein ehemaliger mexikanischer Radrennfahrer.

## Sportliche Laufbahn
Luis Rosendo Ramos Maldonado war im Straßenradsport aktiv. 1976 gewann er bei den Panamerikameisterschaften in Venezuela das Straßenrennen und auf der Bahn die Mannschaftsverfolgung. 1978 gewann er bei den Spielen erneut Gold, diesmal im Mannschaftszeitfahren (u. a. mit Bernardo Colex senior). 1983 bei den Spielen in Caracas siegte er im Straßenrennen vor Carlos Maria Caramillo und 1987 in den USA gewann er die Goldmedaille erneut im Straßenrennen vor Marcos Mazzaron aus Brasilien. 1977 wurde er Zweiter der Mexiko-Rundfahrt. Mehrfach gewann er Etappen bei Etappenrennen in Mittel- und Südamerika. 
Luis Rosendo Ramos Maldonado war dreimal Teilnehmer der Olympischen Sommerspiele. 1976 im Montreal schied er im olympischen Straßenrennen aus. 1984 in Los Angeles beendete er das olympische Einzelrennen auf Platz 17., 1988 in Seoul wurde er als 77. klassiert und wurde 22. im Mannschaftszeitfahren.

## Berufliches
Er absolvierte ein Studium zum Agraringenieur.